# Бордолано
Бордолано (італ. Bordolano) — муніципалітет в Італії, у регіоні Ломбардія,  провінція Кремона.
Бордолано розташоване на відстані близько 430 км на північний захід від Рима, 65 км на схід від Мілана, 18 км на північ від Кремони.
Населення — 622 особи (2014).

## Демографія
Населення за роками:

Станом на 1 січня 2023 року в муніципалітеті офіційно проживало 95 іноземців з 10 країн, серед них 2 громадяни країн Євросоюзу та 1 громадянин України.

## Сусідні муніципалітети
- Казальбуттано-ед-Уніті
- Кастельвісконті
- Корте-де'-Кортезі-кон-Чиньйоне
- Куїнцано-д'Ольйо